# Перфоратор
Перфораторът е канцеларски инструмент за създаване на отвори за подвързване на листове в папки. Има перфоратори с един, два и четири отвора.
Думата се използва и за механичното устройство използвано в градския транспорт, което пробива в билета на пътника няколко дупки и по този начин го „валидира“ за конкретното пътуване.
В строителството перфоратор се нарича определен тип бормашина, която е с по-големи размер и мощност от стандартните бормашини. Перфораторът е предназначен за пробиване или къртене на повърхности с по-големи дебелина и здравина, за които обикновените бормашини не са достатъчно надеждни.

## История
Първият перфоратор е създаден в Бон от Фридрих Зьонекен през 1886 г. Серийното производство започва в Щутгарт през 1901 г.